# Rey Mysterio Vs. La Oscuridad
Rey Mysterio Vs. La Oscuridad (br: Rey Mysterio vs. A Escuridão)  é uma série animada mexicana criada pelos Irmãos Calavera, coproducida por seu estudo Viva Calavera! e Cartoon Network Studios baseada no popular lutador da WWE do mesmo nome programada a ser estreada no 2022, mas devido a alguns atrasos a série teve estreou-se o 8 de dezembro de 2023.

## Sinopse
Óscar, um fã da luta livre, que se une com seu ídolo, Rey Mysterio, para enfrentar seres sobrenaturais e lutar contra as forças do mau, vilões do mundo da luta livre e personagens das tradições mexicanas e o mundo da fantasia. Por trás destes oponentes extraordinários está Uroboros, um lutador malvado que usa forças sombrias. Rey Mysterio e Óscar deverão trabalhar juntos e dar o melhor de si mesmos para defender à cidade e a eles mesmos de seus planos malvados.

## Personagens

### Heróis
- Óscar (Jocelyn Robles): um menino de cerca de 12 anos. Ele é um fã da luta livre e sendo o ajudante leal de Rey Mysterio. Ele não é muito esperto, mas tem sua agilidade como Enygma. É amigo de Amanda e Léo.
- Rey Mysterio: um lutador muito famoso e o mais amado por seus fãs, em especial por Óscar. Rey Mysterio é valente, sábio e carismático.
- Leo: Amigo de Oscar e Amanda.
- Amanda: uma menina de 11 anos que apareceu pela primeira vez no episódio 2, "A Ilha das Bonecas". Ela é gentil, doce e de personalidade amável e rencorosa.

### Vilões
- Uroboros (Humberto Solórzano)
- Cascabelle:

## Episódios
| № Geral | № Temporada | Título                                                                 | Diretor(es)     | Roteirista(s)                                                         | Data de lançamento original | Código de Produção |
| --- | ----------- | ---------------------------------------------------------------------- | --------------- | --------------------------------------------------------------------- | --------------------------- | ------------------ |
| 1 | 1           | "Um Novo Enigma" (em castelhano: Enygma)                               | Irmãos Calavera | Irmãos Calavera Diego Valenzuela Lalo Alcaraz                         | 8 de dezembro de 2023       | 101                |
| Óscar encontra o Rey Mysterio lutando contra um rival transformado por uma máscara mágica. Para salvar ambos, o Rey compartilha seu poder com Óscar. |             |                                                                        |                 |                                                                       |                             |                    |
| 2 | 2           | "A Ilha das Bonecas" (em castelhano: La isla de las muñecas)           | Irmãos Calavera | Irmãos Calavera Daniela Morán<Diego Valenzuela                        | 13 de dezembro de 2023      | 102                |
| Uroboros obriga um grupo de bonecas amaldiçoadas a atacar o Rey Mysterio.                                                                            |             |                                                                        |                 |                                                                       |                             |                    |
| 3 | 3           | "O Menor Problema" (em castelhano: Problema menor)                     | Irmãos Calavera | Irmãos Cavalera Sergio Andrés Gómez Diego Valenzuela                  | 8 de dezembro de 2023       | 103                |
| Quando Ursa Mayor vira o centro das atenções, Uroboros dá à Ursa Menor poderes mortais de gelo.                                                      |             |                                                                        |                 |                                                                       |                             |                    |
| 4 | 4           | "O Guardião" (em castelhano: El guardián)                              | Irmãos Calavera | Irmãos Calavera Humberto Cervera Diego Valenzuela                     | 14 de dezembro de 2023      | 104                |
| Nicho, um rival do Rey Mysterio, é humilhado por Óscar. Uroboros lhe dá poderes de pesadelo. Óscar comete um erro que deixa o Rey em desvantagem.    |             |                                                                        |                 |                                                                       |                             |                    |
| 5 | 5           | "O Desmascarado" (em castelhano: Desenmascarado)                       | Irmãos Calavera | Irmãos Calavera Diego Valenzuela                                      | 15 de dezembro de 2023      | 105                |
| 6 | 6           | "Mistério em Lucha-Con" (em castelhano: Misterio en lucha-con)         | Irmãos Calavera | Irmãos Calavera Sergio Andrés Gómez Humberto Cervera Diego Valenzuela | 27 de fevereiro de 2024     | 106                |
| Em uma convenção de luta livre, um lendário cinturão de campeonato é roubado. Óscar lidera a investigação, convencido de que Dynamita é a culpada.   |             |                                                                        |                 |                                                                       |                             |                    |
| 7 | 7           | "O Show Deve Continuar" (em castelhano: El show debe continuar)        | Irmãos Calavera | Irmãos Calavera Sergio Andrés Gómez Diego Valenzuela                  | 28 de fevereiro de 2024     | 107                |
| Um show de rock e a luta do Rey Mysterio fogem do controle quando Uroboros ataca usando a banda.                                                     |             |                                                                        |                 |                                                                       |                             |                    |
| 8 | 8           | "Corrida Até o Fim" (em castelhano: Carrera hasta el final)            | Irmãos Calavera | Irmãos Calavera Daniela Morán Diego Valenzuela                        | 29 de fevereiro de 2024     | 108                |
| Por uma provação de Uroboros, a final de luta livre agora é uma corrida em direção à arena e contra o tempo. O vencedor leva tudo.                   |             |                                                                        |                 |                                                                       |                             |                    |
| 9 | 9           | "A Arte do Caos - Parte 1" (em castelhano: El arte del caos - Parte 1) | Irmãos Calavera | Irmãos Calavera Diego Valenzuela                                      | 1 de março de 2024          | 109                |
| Rey Mysterio está em desvantagem contra Artesano Atroz e seu exército de alebrijes. Até que Enygma se dá conta do verdadeiro poder de suas máscaras. |             |                                                                        |                 |                                                                       |                             |                    |
| 10 | 10          | "A Arte do Caos - Parte 2" (em castelhano: El arte del caos - Parte 2) | Irmãos Calavera | Irmãos Calavera Diego Valenzuela                                      | 4 de março de 2024          | 110                |
| Rey Mysterio e Enygma tentam decifrar seus novos poderes, mas é possível que eles estejam fortalecendo seu inimigo.                                  |             |                                                                        |                 |                                                                       |                             |                    |

## Produção
A série foi anunciada na edição 2020 do evento de animação Pixelatl, onde se mostraram alguns desenhos de personagens entre outras coisas relacionas ao projecto. O 28 de setembro de 2020 na conta de Twitter de Rey Mysterio, ele publicou um avanço da série.

## Links Externos
- Rey Mysterio vs. A Escuridão. no IMDb.